# Butinar
Butinar je priimek v Sloveniji, ki ga je po podatkih Statističnega urada Republike Slovenije na dan 1. januarja 2010 uporabljalo 182 oseb in je med vsemi priimki po pogostosti uporabe uvrščen na 2.389. mesto.

## Znani nosilci priimka
- Bojan Butinar, kemik
- Borut Butinar, ravnatelj Gimnazije, elektro in pomorske šola Piran
- Branko Butinar (*1947), matematik
- Damijan Švajncer Butinar, strojnik
- Danica Butinar (*1943), citrarka
- Darko Butinar, fotograf
- Dušan Butinar, klinični nevrofiziolog
- Janoš Butinar (*1954), veterinar
- Jože Butinar (1913—1980), agronom in šolnik
- Lorena Butinar, mikrobiologinja
- Marko Butinar, alpinist, član II. jugoslovanske alpinistične odprave v Himalajo
- Olga Butinar Čeh, umetnostna zgodovinarka, kustosinja Galerije ZDSLU